# وردمنت، سن برنردینو، کالیفرنیا
وردمنت، سن برنردینو، کالیفرنیا (به انگلیسی: Verdemont, San Bernardino, California) یک منطقهٔ مسکونی در ایالات متحده آمریکا است که در سن برناردینو، کالیفرنیا واقع شده‌است.

## خصوصیات
وردمنت ۲۲٬۶۲۱ نفر جمعیت دارد و ۷۶۲٫۰۱ متر بالاتر از سطح دریا واقع شده‌است.